# Нікольське (Тосненський район)
Нікольське (рос. Никольское) — місто Тосненського району Ленінградської області Росії. Адміністративний центр Нікольського міського поселення.
Населення —  19 280 осіб (2010 рік). 